# Alt-Mariendorf
Die Straße Alt-Mariendorf, die frühere Dorfstraße des im 13. Jahrhundert gegründeten Straßendorfs und heutigen Berliner Ortsteils Mariendorf, ist heute eine Hauptverkehrsstraße im Bezirk Tempelhof-Schöneberg. Der alte Dorfkern als bauliches Ensemble sowie viele Einzelgebäude stehen unter Denkmalschutz.

## Lage und Bebauung
Die ehemalige Dorfstraße erhielt 1949 den Namen Alt-Mariendorf. Hier finden sich heute sowohl eingeschossige frühere Bauernhäuser (wie das älteste erhaltene Haus im Ortsteil Alt-Mariendorf 28 und das als Gasthof genutzte Haus Alt-Mariendorf 42), Häuser mit aufwändigen Fassadengestaltungen (wie die Häuser Alt-Mariendorf 25, Alt-Mariendorf 33, Alt-Mariendorf 41 und Alt-Mariendorf 46) sowie mehrgeschossige Altbauten aus der Gründerzeit. Am östlichen Ende der Straße stehen einige Wohngebäude aus den 1970er Jahren. Der Straßenzug Alt-Mariendorf stellt die ungefähre Grenze zwischen geschlossener Bebauung im nördlichen Teil und offener Bebauung im südlichen Teil des Mariendorfs dar.

Übersicht über die Ortslage Alt-Mariendorf

Im alten Schulhaus Alt-Mariendorf 43 wurde 1960 das Heimatmuseum des Bezirks eingerichtet, heute das Tempelhof Museum. Nördlich von Alt-Mariendorf und östlich des Mariendorfer Damms schließt sich der 1931 eingeweihte Volkspark Mariendorf an. Auf der südlichen Seite von Alt-Mariendorf liegt neben der Dorfkirche Mariendorf der Kirchhof Mariendorf II und südöstlich, an der Reißeckstraße der Heidefriedhof.

## Verkehr

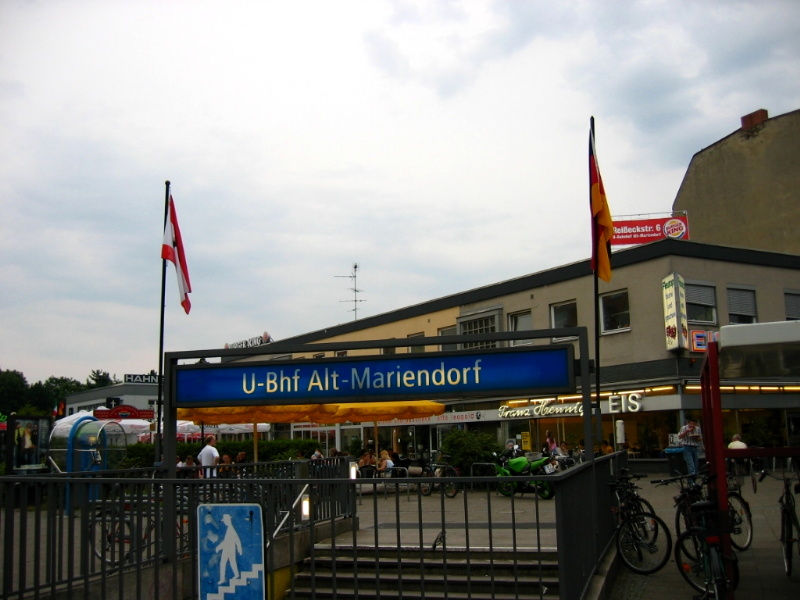
U-Bahnhof Alt-Mariendorf, Endstation der Linie U6

Die Kreuzung Alt-Mariendorf Ecke Mariendorfer Damm (Teil der in Nord-Süd-Richtung verlaufenden Bundesstraße 96) ist sowohl für den Individualverkehr als auch für den ÖPNV ein bedeutender Verkehrsknotenpunkt. Hier liegt der U-Bahnhof Alt-Mariendorf, an dem die aus Norden kommende U-Bahn-Linie U6 seit dem 28. Februar 1966 endet.
Zwischen 1887 und 1961 hielten an der Kreuzung die über den Mariendorfer Damm verlaufenden Straßenbahnlinien 98 nach Marienfelde und 99 nach Lichtenrade. Sie wurden ab dem 1. Oktober 1961 durch die Buslinien A77 und A76 ersetzt.
Durch die alte Dorfstraße Alt-Mariendorf fuhr bis 1966 die Straßenbahnlinie 15 Marienfelde, Daimlerstraße – Neukölln, Schulenburgpark. Die Einstellung der Straßenbahnlinie erfolgte am 1. Juli 1966.
Rund 20 Jahre später wurde die Straße Alt-Mariendorf in eine zum Teil fünfstreifige Einbahnstraße umgebaut. Die Inbetriebnahme der neuen Verkehrsführung, die auch den Busverkehr betraf, erfolgte zum 30. November 1984. Sie leitet den Verkehr in Ost-West-Richtung von der Rixdorfer Straße und der Britzer Straße von Neukölln und seinem Ortsteil Britz kommend in Richtung Steglitz, Lankwitz und Marienfelde. In umgekehrter Richtung wurde der Verkehr über die Friedens- und die Reißeckstraße gelenkt.
Die in südwestlicher Richtung über Marienfelde nach Aue führende Bundesstraße 101 wird am westlichen Ende des Einbahnstraßenrings auf die Großbeerenstraße geführt.

## Dorfkirche Mariendorf

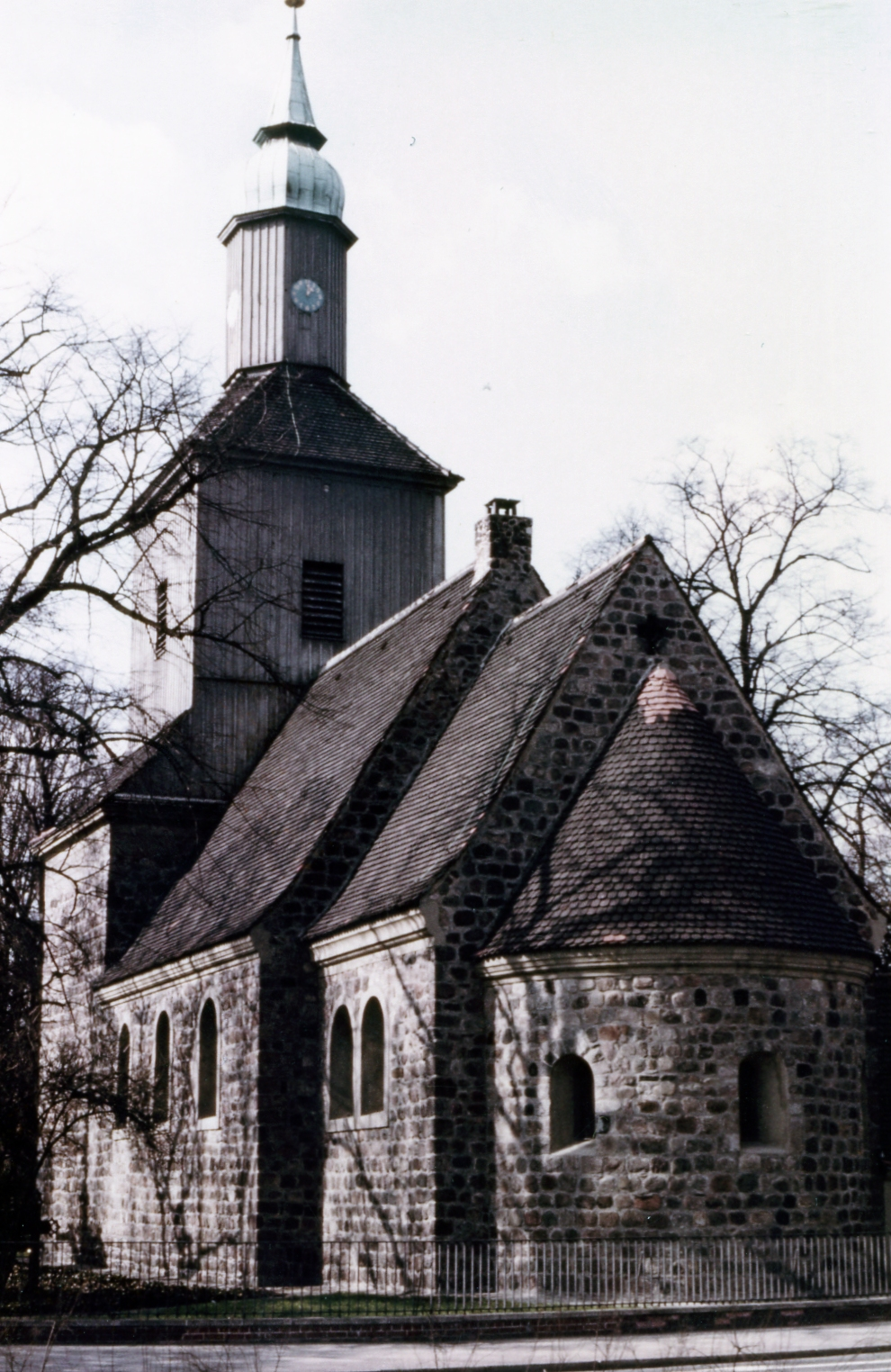
Dorfkirche Mariendorf

Die in der Dorfmitte liegende Dorfkirche Mariendorf entstand in der ersten Hälfte des 13. Jahrhunderts. Sie ist das Gotteshaus der evangelischen Kirchengemeinde Berlin-Mariendorf.